# Christophe Diedhiou
Pour les articles homonymes, voir Dhiédhiou.
Christophe Diedhiou, né le 8 janvier 1988 à Rufisque, est un footballeur international sénégalais qui évolue au poste de défenseur.

## Biographie

### En club

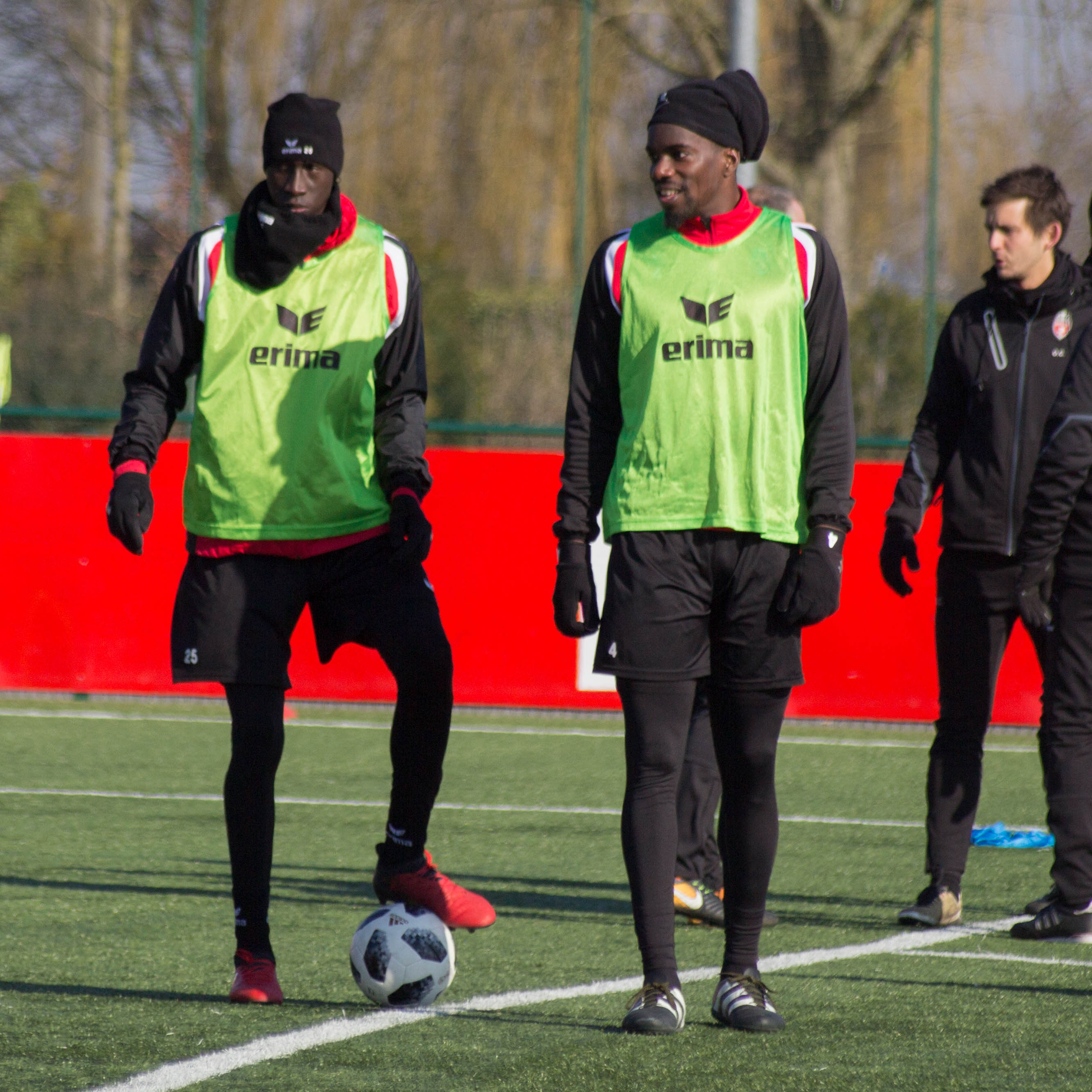
Entraînement du Royal Excel Mouscron, Février 2018.

Il fait ses débuts en Ligue 2 le 2 août 2013 contre le Nîmes Olympique. Le 27 septembre 2013, il inscrit son premier but en professionnel contre Brest donnant ainsi la victoire à son équipe.

### En sélection
Le 31 mai 2014, il connait sa première sélection avec le Sénégal contre la Colombie.

## Palmarès
- Championnat de France de football National en 2013 avec Créteil.